# 울산공업센터 건립 기념탑
울산공업센터 건립 기념탑 (蔚山工業Center建立記念塔)은 울산광역시 남구에 위치한 조형물로, 흔히 공업탑(工業塔)으로 불린다. 울산광역시의 교통 요지인 공업탑로터리의 중심부에 위치하며 인근 지역은 번화한 상업지구이다.

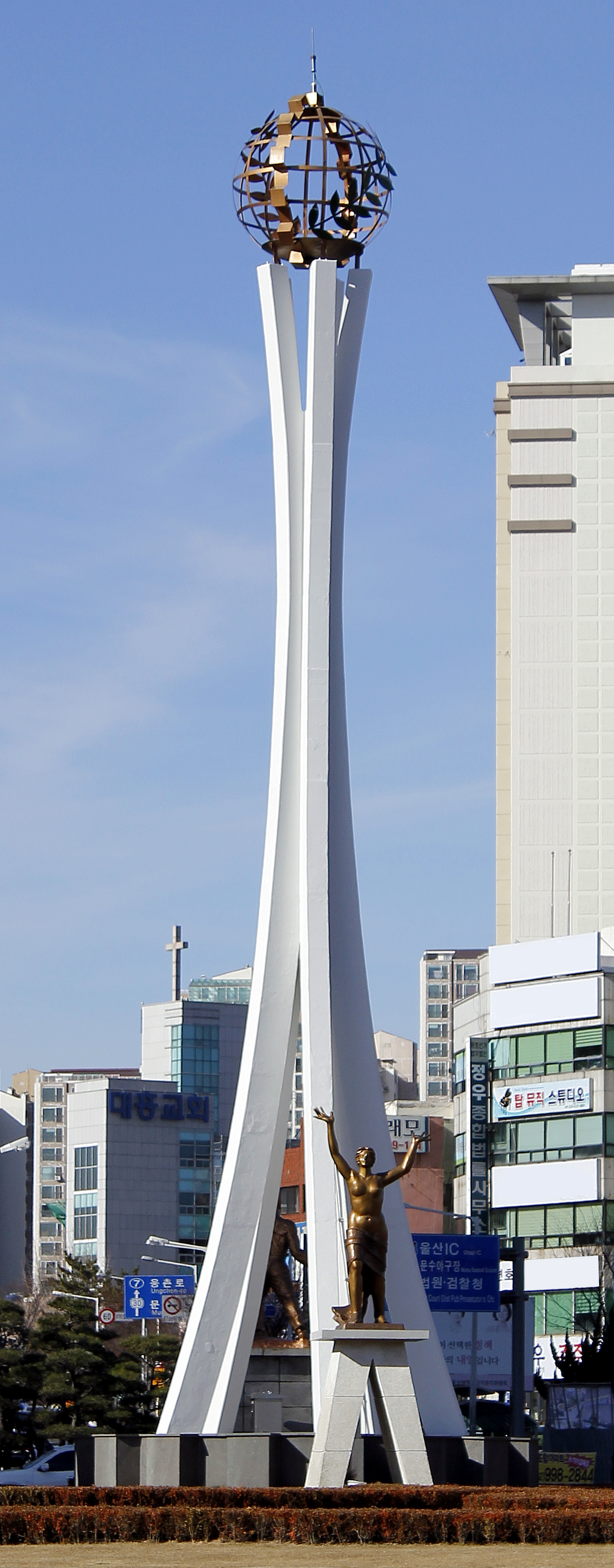
공업탑

## 건립
공업탑은 1962년 당시 울산군이 특정공업지구로 지명되고, 울산공업센터가 세워지면서 울산의 발전을 기원하기 위해 1967년 건립되었다. 설계와 건축은 부산 서면에 '부산탑'이라 불리던 국가재건비를 건립한 경력의 박칠성이 맡았으며, 500만원의 예산은 대한민국 정부와 울산시에서 각각 절반씩 부담했다.
1967년에 건설된 부분은 지금의 하얀 탑과 주변의 동상이며, 화단과 분수대는 10여 년 후인 1974년 완성되었다. 공업탑의 준공식에는 박정희 당시 대한민국 대통령이 참석할 예정이었으나 사카린 밀수사건으로 국무총리가 대신 참석하였다.

## 형태와 상징
공업탑은 톱니바퀴 모양의 기반 위에 철근 콘크리트물 다섯 개가 기둥으로 되어 있고, 상단부에는 톱니바퀴가 둘러져 있고 월계수잎으로 둘러싼 지구본이 있다. 탑의 앞뒤로는 청동 남성군상과 대리석 여성상이 있었으나, 현재는 모두 황동 재질로 바뀌었다.
콘크리트로 된 다섯 기둥은 경제개발 5개년 계획과 인구 50만을 상징한다. 경제개발이 화두였던 당시의 모습과 함께 10만명이 채 안되던 울산의 인구가 50년 안에 50만명이 되기를 염원하는 내용이었다.
또한 탑 상부의 지구본은 세계 평화를, 월계수잎은 승리를, 톱니바퀴는 공업도시인 울산을 상징하며, 울산이 세계로 뻗어나가 공업 한국의 승리를 맞이하자는 것이다. 그리고 남성군상은 근면과 인내로 울산을 건설하자는 취지를, 여성상은 동쪽에서 떠오르는 해를 맞이하는 모습으로 힘차게 시작하는 모습을 상징한다.

## 비문
문수로 방면의 건설인상 아래에는 박정희 당시 육군 대장 겸 국가재건최고회의 의장의 울산공업센터 기공식 치사문 및 울산공업센터 지정 선언문이 적혀 있고, 그 옆에는 기념탑 건립 취지문이 별도로 세워져 있다. 이후 2012년에는 울산공업센터 50주년 기념사업의 일환으로 만든 울산도약 제2선언문이 공업탑 정비공사 이후 공업탑로터리 내 두왕로 방면에서 제막했다.

### 울산공업센터 기공식 치사문
蔚山工業센타起工式致辭文
四千年貧困의歷史를 씻고 民族宿願의 富貴를마련하기爲하여 우리는이곳蔚山을 찾아여기에 新工業都市를建設하기로하였읍니다 루르 의奇蹟을超越하고 新羅의榮盛을 再現하려는이民族的 慾求을 이곳蔚山에서實現하려는 것이니 이것은民族再興의 터전을 닦는 것이고 國家百年大計의寶庫를 마련하는 것이며 子孫萬代의繁榮을約束하는 民族的蹶起인것입니다 第2次産業의 우렁찬建設의 수레소리가 東海를震動하고 工業生産의 검은煙氣가 大氣속에 뻗어나가는 그날엔國家民族의 希望과發展이 눈앞에 到來하였음을 알수있는 것임니다 貧困에허덕이는 겨레여러분 　 5.16革命 眞意는 어떤政權에對한 노욕이나 政体의變造에도 그目的이 있었던것은 아니었으며 오로지이겨레로부터 貧困을驅逐하고 子孫萬代를위한永遠한 繁榮과 福祉를 마련할 經濟再建을成就하여야 되겠다는 숭고한 사명감에서 蹶起했던것입니다 이蔚山工業都市의 建設이야말로 革命政府의 總力을다 할 象徵的雄圖이며 基成敗는 民族貧富의 판가름이될것이니 온民族은 새로운覺醒과奮發 그리고 協同으로서 이世紀的 課業의 成功的 完遂를爲하여 奮起努力해주시기바라 마지않읍니다.
 1962年 2月 3日

國家再建最高會議議長 陸軍大將 朴 正 熙

이를 오탈자를 고치고 맞춤법을 지킨 한글 표기로 바꾸면 다음과 같다.
울산공업센터 기공식 치사문
사천 년 빈곤의 역사를 씻고 민족숙원의 부귀를 마련하기 위하여 우리는 이곳 울산을 찾아 여기에 신 공업 도시를 건설하기로 하였습니다.

루르의 기적을 초월하고 신라의 영성을 재현하려는 이 민족적 욕구를 이곳 울산에서 재현하려는 것이니, 이것은 민족 재흥의 터전을 닦는

것이고, 국가 백년대계의 보고를 마련하는 것이며, 자손만대의 번영을 약속하는 민족적 궐기인 것입니다. 제2차 산업의 우렁찬 건설의

수레소리가 동해를 진동하고 공업생산의 검은 연기가 대기 속에 뻗어나가는 그날엔, 국가와 민족의 희망과 발전이 눈앞에 도래하였음을

알 수 있는 것입니다.

빈곤에 허덕이는 겨레 여러분, 5·16 혁명의 진의는 어떤 정권에 대한 야욕이나 정체의 변조에도 그 목적이 있었던 것은 아니었으며, 오로지

이 겨레로부터 빈곤을 구축하고 자손만대를 위한 영원한 민족적 번영과 복지를 마련할 경제재건을 성취하여야 되겠다는 숭고한 사명감

에서 궐기했던 것입니다. 이 울산 공업도시의 건설이야말로 혁명정부의 총력을 다할 상징적 웅도이며 그 성패는 민족 빈부의 판가름이 될

것이니, 온 국민은 새로운 각성과 분발 그리고 협동으로서 이 세기적 과업의 성공적 완수를 위하여 분기 노력해 주시기 바라마지 않습니다.
— 1962년 2월 3일, 국가재건최고회의 의장 육군 대장 박정희

### 울산공업센터 지정 선언문
蔚山工業센타指定宣言文
大韓民國政府는 第一次 經濟開發五個年計劃을 實踐함에 있어서 綜合製鐵工場 肥料工場 精油工場및 其他關聯産業을 建設하기爲하여 慶尙南道蔚山郡의 蔚山邑 方漁津靣 大峴面 下厢靣 靑艮面의 斗旺里 凡西靣의 無去里 茶雲里및 農所靣의 蕐峰里 松亭里를 蔚山工業地區로 設定함을 이에宣言한다
1962年2月3日

國家再建最高會議議長

陸軍大將 朴 正 熙

이를 오탈자를 고치고 맞춤법을 지킨 한글 표기로 바꾸면 다음과 같다.
울산공업센터 지정 선언문
대한민국 정부는 제1차 경제개발

5개년계획을 실천함에 있어서

종합제철공장·비료공장·정유공장

및 기타 관련 산업을 건설하기

위하여 경상남도 울산군의 울산읍,

방어진읍, 대현면, 하상면, 청량면의

두왕리, 범서면의 무거리·다운리

및 농소면의 화봉리·송정리를

울산공업지구로 설정함을

이에 선언한다.
— 1962년 2월 3일, 국가재건최고회의 의장 육군 대장 박정희

### 기념탑 건립 취지문
기념탑건립취지문
아시아 태평양시대로 힘차게 뻗어나가는 동해바다의 검 푸른 물결을 바라보면서 조국근대화의 고동소리도 우렁차게 메아리치는 이고장울산 　 공업입국에 앞장선지도 어느듯 여섯해가되었읍니다
한줌의 흙 한그루나무에도 신라 천년의 슬기로운 역사가 담겨져 있는 이터전에 맥을 잡고 삽을 내리니 숙명처럼 되풀이해온 나라와 겨레의 가난과 슬픔은 새역사와 더불어 윤택의 기쁨으로 그모습을 바꾸어 가고 있읍니다
그래서 이 기쁨과 자랑을 길이 기념하고 보다더 알찬 앞날을 다짐하기 위하여 겨레의 승리와 번영을 상징하는 기념탑을 세우고 선언문과 치사문을 수록하여 땀흘려 이룩한 민족중흥의 교훈을 기리 후세에 전하고저 합니다
1967. 4. 20.

울산공업센타기념탑건립위원회

이를 오탈자를 고치고 맞춤법을 지킨 한글 표기로 바꾸면 다음과 같다.
기념탑 건립 취지문
아시아·태평양 시대로 힘차게 뻗어나가는 동해바다의 검푸른 물결을 바라보면서 조국 근대화의 고동소리도 우렁차게 메아리치는 이 고장 울산! 공업입국에 앞장선 지도 어느덧 여섯 해가 되었습니다.
한 줌의 흙, 한 그루 나무에도 신라 천년의 슬기로운 역사가 담겨있는 이 터전에 맥을 잡고 삽을 내리니, 숙명처럼 되풀이해온 나라와 겨레의 가난과 슬픔은 새 역사와 더불어 윤택의 기쁨으로 그 모습을 바꾸어가고 있습니다.
그래서 이 기쁨과 자랑을 길이 기념하고 보다 더 알찬 앞날을 다지기 위하여 겨레의 승리와 번영을 상징하는 기념탑을 세우고, 선언문과 치사문을 수록하여 땀 흘려 이룩한 민족 중흥의 교훈을 길이 후세에 전하고자 합니다.
— 1967년 4월 20일, 울산공업센터 건립 기념탑 건립위원회

### 울산도약 제2선언문.
울산도약 제2선언문
- 새로운 백년, 영광을 위하여 -
울산은 겨레의 아침을 연 영광의 터전이다.

웅혼한 백두대간이 동해를 만나 가지산과 신불산으로 솟았고, 풍요로운 대지는 영원한 축복이었다.
그 너른 품을 적신 태화강은 반구대문화를 낳아 천년 신라를 꽃피웠고, 대대로 풍요와 기회가 넘치는 겨레의 곳간이 되었다.
한 때 우리나라는 근대화에 뒤져 빈곤의 나락에 처하기도 했으나,
1962년, 울산은 불굴의 기상으로 산업의 불꽃을 지피며 민족중흥의 초석을 다졌다.

그로부터 반세기!
울산은 눈부신 성장을 거듭하면서 조국 근대화의 메카역을 다해 왔고, 이제 한국경제의 중심에 우뚝 섬으로써 산업수도로서의 위상을 확고히 했으며, 세계에서 가장 가난했던 이 나라를 세계 10위권의 경제대국으로 견인하였다.
오늘, 역사적인 울산공업센터 지정 50주년을 맞아 울산이 국부의 원천임을 자부하며, 울산의 무궁한 번영을 위해, 통일 조국의 새로운 100년 영광을 위해 다시 한 번 힘찬 도약을 다짐한다.

사람과 자연을 근본으로 삼아, 노동의 가치를 존중하고 기업가 정신을 고양하여 울산을 세계에 우뚝한 친환경 산업수도로 만든다.
자율과 창의로 문화와 예술을 꽃피우고, 모든 시민이 더 많은 기회를 가지는 정의로운 문화 복지도시로 만든다.

이를 115만 울산광역시민의 이름으로 천명하며 우리의 지표로 삼는다.
2012. 1. 27.

울산광역시

## 공업탑로터리
공업탑로터리 (工業塔로터리, Gongeoptap Rotary)는 울산광역시 남구에 위치한 원형교차로로, 이곳의 중심부에 공업탑이 설치되어 있다. 내·외부에 신호기가 없는 교차로였다가, 태화로터리·신복로터리보다 빠른 2000년 7월 들어 신호체계가 도입되었다.
공업탑로터리에서는 삼호동·태화로터리 방향의 봉월로, 옥동·무거동·문수월드컵경기장 방향의 문수로, 청량면 덕하리·온산읍 방향의 두왕로, 야음동·석유화학공단·장생포 방향의 수암로, 시청·삼산동·시외/고속버스터미널·태화강역 방향의 삼산로가 교차한다. 이로 인해 이 곳은 울산에서 교통량이 가장 많은 지역에 속하며, 대부분의 시내·외 버스가 공업탑을 경유하기 때문에 학성공원과 함께 실질적인 환승지 역할을 하고 있다.

## 공업탑 지구본 녹물 사건
울산시는 2010년 노후화된 공업탑 및 일대 조경을 대대적으로 정비하는 '2010년 공업탑 정비공사'를 계획·시행하여 훼손된 박정희의 비문 복원, 울산도약 제2선언문비 제막, 콘크리트 탑 보수 및 박칠성 조각가가 새로 제작한 청동 지구본으로 교체 등을 시행하여 2011년 1월 완료하였다. 그러나 정비한지 반 년도 지나지 않아 지구본에서 녹물이 흘러내려 탑 및 주변 조경을 오염시켜 정비 1년 뒤 자체조사를 벌임과 동시에 경찰에 조사를 의뢰, 박칠성 옹이 청동을 빼돌리고 값싼 철을 사용한 것으로 결론지었다.
이에 시는 나머지 조경을 맡은 원도급업체 한림조경㈜에게 재공사를 지시하여, 2012년 9월 1일 오염된 탑을 흰색으로 재도색하고 문제의 지구본을 구리로 만든 다른 지구본으로 교체하였다. 같은 해 11월 박칠성 옹이 사기 혐의로 입건되었으나, 2013년 12월 13일 무죄 판결을 받음으로써 아직까지 진상은 밝혀지지 않은 상태이다.

## 기타
- <공업탑>은 2000년 4월 25일 창간한 울산 남구청의 구정소식지 이름이기도 하다.
- 현재 '공업탑'이라는 이름을 가진 버스 정류장은 경유 방향, 시내·외 여부에 따라 7개로 나뉜다. 과거에는 봉월로의 상·하행 1곳씩의 정류장 이름 또한 '공업탑' 이었으나 2013년 '신정2동주민센터입구'로 바뀌었고, 리무진(급행) 5004번이 울산대공원동문앞 정류장을 "공업탑(울산대공원동문앞)" 정류장으로 호칭하여 남창고등학교방면에 한하여 정차하였으나 2014년부터 경로를 바꿔 삼산로의 정류장에 양방향 정차한다.
- 공업탑 로터리는 대칭을 이루는 원형이 아닌, 탑이 로터리의 무게중심 위치에서 서북서로 치우쳐 있고 곡점이 정동으로 늘어진 형태의 삐뚤빼뚤한 달걀 모양이다.